# Sant’Orsola Terme
Sant’Orsola Terme település Olaszországban, Trento megyében. Lakosainak száma 1115 fő (2023. január 1.). Sant’Orsola Terme Baselga di Piné, Bedollo, Fierozzo, Frassilongo, Palu del Fersina és Pergine Valsugana községekkel határos.

## Népesség
A település népességének változása:
| Lakosok száma | 1120 | 1122 | 1115 |
|               | 2017 | 2018 | 2023 |